# ASV Senden
Der ASV Senden (offiziell: ASV Senden Turn- und Hallensport e. V.) ist ein Sportverein aus Senden im Kreis Coesfeld. 

## Geschichte
Im Jahre 1972 gründeten Karl-Friedrich Täger und Ingo Kleuter eine Abteilung für Turnen und Volleyball im VfL Senden. Nachdem weitere Abteilungen dazukamen entschlossen sich die Mitglieder im Jahre 1980, mit dem ASV Senden einen eigenständigen Verein zu gründen. Nach eigenen Angaben ist der ASV Senden mit 1800 Mitgliedern der größte Sportverein der Gemeinde Senden. Das Sportangebot umfasst Badminton, Basketball, Chiisai.Mori Karate, Handball, Karate, Leichtathletik, Schach, Turnen und Volleyball. 

### Volleyball
Der Frauenmannschaft gelang im Jahre 2015 der Aufstieg in die 3. Liga West und erreichte als Aufsteiger in der Saison 2015/16 auf Anhieb den dritten Platz. Nach der Saison 2018/19 stieg die Mannschaft als Drittletzter in die Regionalliga ab und stieg später in die Oberliga ab.

### Handball
Die Handballer des ASV Senden gehörten im Jahre 2011 zu den Gründungsmitgliedern der A-Jugend-Bundesliga. Größter Erfolg dort war der siebte Platz in der Saison 2011/12. Zuletzt spielten die Sender in der Saison 2013/14 in der Bundesliga und schafften seitdem nicht mehr die Qualifikation für diese Liga. Die Männermannschaft stieg im Jahre 2012 erstmals in die Oberliga Westfalen auf und musste nach drei Jahren wieder absteigen. Im Februar 2016 erzielte Steffen Mühlhoff das Tor des Monats im Handball.

## Persönlichkeiten
- Denis Berken
- Diethard von Boenigk
- Lea Hildebrand
- Max Höning
- Erika Kildau
- Mia Kirchhoff
- Doreen Luther
- Johanna Müller-Scheffsky
- Ralf Nitzlaff
- Jan Peveling
- Cinja Tillmann